# Ingebjørg Sem
Ingebjørg Sem, gift Ingebjørg Sem Stokke, född 1 november 1931 i Buffalo, New York, USA, död 31 maj 2009 i Oslo, var en norsk skådespelare och regissör.
Ingebjørg Sem var dotter till direktör Mathias Øvrom Sem (1891–1971) och Solveig Camilla Svensson (1897–1978). Vid dotterns födelse bodde familjen i USA, men flyttade tillbaka till Norge när hon var tio månader gammal. År 1950 inledde hon studier i teater, regi och sång vid The Guildhall School of Music and Drama i London. År 1951 studerade hon vid Trøndelag Teaters elevskola. Hon scendebuterade på teatern samma år i Lysistrate och gjorde även sin första filmroll i Vad vore livet utan dig. Mellan 1952 och 1955 var hon fast engagerad vid Trøndelag Teater, 1955–1957 vid Den Nationale Scene, 1958–1959 vid Edderkoppen Teater och 1960–1962 vid Nationaltheatret. Från 1962 var hon engagerad vid Det norske teatret, från 1969 främst som regissör. Under 1960- och 1970-talen gjorde hon även en del biroller på film och medverkade i TV-teatern.
Åren 1970–1974 undervisade hon vid Statens Teaterhøgskole och 1970–1974 ledde hon elevskolan vid Det norske teatret. År 1977 startade hon tillsammans med maken Tor Stokke Norsk Teaterforlag och 1985 grundade de även Seniorteatret med syfte att spela teater för pensionärer under dagtid.
Sem tilldelades 1967 Statens stipendium för skådespelare och 1975 Statens stipendium för regissörer. År 1988 erhöll hon Oslo bys kulturstipendium.
Tillsammans med maken hade hon dottern, skådespelaren Linn Stokke.

## Filmografi
- 1951 – Vad vore livet utan dig
- 1960 – Millionær for en aften
- 1964 – Unntagelsen og regelen
- 1967 – Helene
- 1968 – Rommet
- 1968 – I fjelldalens skygge
- 1968 – Prinsessa på villovägar
- 1973 – Anton